# Washoe (šimpanz)
Washoe (září 1965 – 30. října 2007) byla samička šimpanze, jež se stala prvním zvířetem, které se naučilo komunikovat americkým znakovým jazykem jako část výzkumného experimentu zkoumajícího zvířecí jazykové schopnosti.
Washoe se naučila přibližně 350 slov amerického znakového jazyka a některé z nich naučila také svého adoptovaného syna Loulise. Stejnými učícími metodami se další šimpanzi naučili 150 nebo více znaků, které poté dokázali kombinovat k vytvoření smysluplných zpráv.

## Mládí
Washoe se narodila v září 1965 v západní Africe, kde ji zajalo Letectvo Spojených států amerických za účelem využití ve výzkumu vesmíru. Své jméno dostala po okrese Washoe v Nevadě, kde vyrůstala a kde se učila znakový jazyk.
V roce 1967 na University of Nevada, Reno založili Beatrix a Allen Gardnerovi projekt, který měl naučit Washoe znakový jazyk. V té době selhaly předchozí pokusy naučit šimpanze mluvené jazyky a Gardnerovi věřili, že to bylo kvůli šimpanzí neschopnosti produkovat zvuky nutné pro mluvený jazyk. Jejich řešením bylo naučit šimpanze komunikovat různými gesty, což je způsob, jak mezi sebou komunikují v divočině, a postavit projekt na americkém znakovém jazyce. Gardnerovi Washoe vychovávali tak, jak se vychovávají děti. Často nosila oblečení a jedla s nimi u stejného stolu. Washoe měla svou vlastní maringotku, ve které měla obývací i kuchyňskou místnost, gauč, skříně se šuplíky, lednici a postel s prostěradlem i přikrývkou. Měla také přístup k oblečení, hřebenům, hračkám, knihám a zubnímu kartáčku. Jedno tvrzení říká, že když Washoe viděla labuť, ukázala znaky „WATER“ (voda) a „BIRD“ (pták). Harvardský psycholog Roger Brown použil přirovnání, že to bylo jako "dostat z vesmíru signál SOS".
Po pěti letech od narození Washoe, se Gardnerovi rozhodli přejít k jiným projektům a nechali ji na Institutu primátských studií na University of Oklahoma v oklahomském městě Norman, kde se o ní starali Deborah a Roger Foutsesovi.

## Učení se a užívání znakového jazyka

### Vyučovací metoda
Aby bylo dosaženo uspokojení Washoiných psychologických a společenských potřeb, byla vychovávána v prostředí co nejvíce podobném, jaké by mělo lidské dítě.
Gardnerovi i Foutsesovi byli velice opatrní, aby s Washoe komunikovali pouze znakovým jazykem a nepoužívali žádných hlasových prostředků, což by pro ni vytvořilo matoucí prostředí. Této techniky se používá i při učení znakového jazyka lidských dětí.
Po prvních pár letech jazykového projektu si Gardnerovi a Roger Fouts všimli, že Washoe se dokáže učit znakový jazyk bez metod operantního podmiňování sledováním lidí, jak ve znacích komunikují mezi sebou. Vědci si například ukázali znak „zubní kartáček“, zatímco si blízko ní čistili zuby. Ve chvíli pozorování Washoe nejevila žádné známky naučení se znaku, ale při další příležitosti spatřit kartáček sama spontánně reagovala ukázáním příslušného znaku. Krom toho si Gardnerovi také všimli, že odměňování správných znaků jídlem a lechtáním vlastně ovlivňuje zamýšlený výsledek komunikace znakovým jazykem. Změnili tedy strategii tím, že vyhradili oddělené a po sobě nenásledující časy krmení a učení. Také přestali samičku odměňovat polechtáním, jelikož to často vedlo k záchvatům smíchu. Místo toho vytvořili konverzační prostředí vyvolávající konverzaci bez použití odměn za specifické úkony.

### Potvrzené znaky
Washoe se naučila přibližně 350 znaků amerického znakového jazyka. Aby si výzkumníci potvrdili, že se Washoe daný znak naučila, musela jej spontánně používat přibližně 14 dní.
Tyto znaky byly dále testovány s použitím dvojnásobně slepého testu. Test demonstroval, že šimpanz může předávat informace za podmínek, kdy 1) jediným zdrojem informací pro přihlížejícího člověka byly šimpanzovy znaky 2) že nezávislí pozorovatelé spolu souhlasí a 3) že šimpanz používá znaky pro vyjádření přirozených jazykových kategorií - znak „PES“ použije pro jakéhokoli psa, znak „KVĚTINA“ pro jakoukoli květinu nebo znak „BOTA“ pro jakoukoli botu.

### Kombinace znaků
Washoe a její druhové byli schopni kombinovat stovky naučených znaků do nových kombinací, které většinou sami vymýšleli a které měly odlišné významy. Například když Washoina družka Moja neznala znak pro slovo "termoska", vyjádřila ho posloupností znaků „KOV, POHÁR, NÁPOJ“.

## Sebeuvědomění a emoce
Jedna z Washoiných pečovatelek otěhotněla a chyběla v práci mnoho týdnů poté, co potratila. Roger Fouts vylíčil následující situaci takto:
K lidem, kteří tam pro Washoe měli být a nebyli, se pak chovala chladně - to byl její způsob jak jim vyjádřit, že je na ně naštvaná. Kat [pečovatelka] po jejím návratu k práci s šimpanzi uvítala právě takto. Kat se Washoe omluvila a pak se rozhodla říct jí pravdu a ukázala znakovým jazykem "moje dítě umřelo". Washoe na ni zírala, pak sklopila oči. Následně se Kat znovu podívala do očí a pečlivě ukázala znak „PLÁČ“, přičemž se dotkla její tváře a táhla prstem dolů naznačujíc cestičku, jakou člověku udělá slza. (Šimpanzům slzy netečou). Kat později poznamenala, že tohle jediné gesto jí vypovědělo o Washoiných psychických schopnostech víc, než všechny její dlouhé a gramaticky perfektní znakové věty.
(Poznámka: Washoe sama ztratila dvě děti; jedno zemřelo krátce po narození kvůli srdeční vadě, druhé dítě, Sequoyah, zemřelo na stafylokokovou infekci ve svých dvou měsících.
Když byl Washoe v zrcadle ukázán obraz jí samé, a byla otázána, co vidí, řekla znakovým jazykem slova „Já, Washoe“. Expertka na primáty Jane Goodall, která studovala a žila s primáty po desítky let, věří, že to může ukazovat nějakou úroveň sebeuvědomění.
Washoe zažila krizi identity, když byla poprvé představena dalším šimpanzům. Byla šokována poznáním, že není člověkem, ale později přijala skutečnost, že je šimpanz a přítomnost ostatních šimpanzů si užívala.
Washoe si také ráda hrála s panenkami, které koupala, "mluvila" k nim a stavěla je do imaginárních situací.
Když s Washoe přišli pracovat noví studenti, snížila pro nováčky ve znakovém jazyce rychlost svého znakování, což mělo pro mnohé z nich ponižující účinek.

## Stáří a smrt
Washoe žila od roku 1980 na Central Washington University; 30. října 2007 představitelé Institutu komunikace mezi šimpanzi a lidmi oznámili, že ve věku 42 let zemřela.

## Dopad na bioetiku
Někteří věří, že fakt, že Washoe dokázala s lidmi nejen komunikovat, ale také si vytvářet vztahy, znamená, že je emocionálně vnímavá a že si zasluhuje morální status.
Obhájkyně zvířecích práv Joan Dunayer myslí, že Washoino porozumění a používání lidského jazyka je zajímavé především v porovnání s tím, jak by bylo pro lidi těžké naučit se zvířecí jazyk.
Práce s Washoe a ostatními jazyku naučenými primáty podpořila zřízení velkého primátího projektu, jehož cílem je zařadit velké primáty (šimpanze, orangutany a gorily) do komunity rovných zařízením jejich základních morálních a právních ochran, které nyní mají pouze lidé, a zařadit je spíše do morální kategorie "osob", nežli do kategorie majetku.

## Příbuzné projekty
Projekt, který užíval šimpanze jménem Nim Chimpsky při pokusu o zopakování výsledku dosažených s Washoe selhal. Toto selhání je připisováno špatné výuce a Nimově izolaci ve sterilním laboratorním prostředí a často také v klecích, kde strávil celý svůj život. Většinu učení Nim absolvoval v malé bíle vymalované laboratorní místnosti s jednosměrným zrcadlem v jedné ze zdí, kde byl často trénován používat znakování bez přítomnosti referenta (= Nim byl často vyučován novým znakům aniž by viděl předměty, které tyto znaky mají označovat). V takovýchto podmínkách se nedostal ke stejnému množství péče, ovlivnění a zkušeností a mnozí si také domnívají, že to vedlo k postižení jeho kognitivního vývoje, což se stává také lidským dětem žijícím v podobné izolaci.
Publikace experimentů s Washoe vyvolala nový zájem o studium znakového jazyka.